# Confederación Argentina de Fútbol de Salón
La Confederación Argentina de Fútbol de Salón (CAFS) es la entidad deportiva rectora del fútbol de salón (o futsal) en Argentina. Fue fundada el 16 de junio de 1975 y se encuentra afiliada a la Federación Internacional de Fútbol de Salón (FIFUSA) desde su fundación.
Está encargada de organizar las selecciones nacionales mayores en la rama masculina y femenina, así como de sus respectivas versiones juveniles para los diversos torneos internacionales en los que participa.

## Historia

### Inicios
La actividad orgánica del fútbol de salón comenzó en 1964 con la fundación de la Asociación Correntina de Fútbol de Salón (ACFS), el organismo pionero de la disciplina en Argentina.
En 1965, del 25 al 28 de enero, se llevó a cabo en Asunción del Paraguay el primer Campeonato Sudamericano de Fútbol de Salón, organizado por la Federación Paraguaya de Fútbol de Salón (FPFS), en el que participó un joven seleccionado argentino que debutaba contra Brasil, Uruguay y el local Paraguay. En aquella competencia, la selección albiceleste tuvo una paupérrima actuación perdiendo todos los partidos por goleada y finalizando en el último lugar.
Frente a un notable crecimiento de la actividad del deporte a nivel federal, el 16 de junio de 1975 se realiza la constitución legal de la Confederación Argentina de Fútbol de Salón.

### Crisis interna y división
Después de la realización del Campeonato Mundial de 1994, realizado en Argentina, la CAFS vivió una profunda crisis que puso en jaque la continuidad del fútbol de salón en el país. La confederación se dividió internamente en dos bandos, uno encabezado por el misionero Pedro R. Bonnettini, que contaba con el acompañamiento de las afiliadas de Córdoba, Corrientes, Mar del Plata, Mendoza, Metropolitana, Misiones y Ushuaia; y el otro liderado por el bonaerense Juan Fernández, que tenía a su favor a las federaciones de Comodoro Rivadavia, Formosa, Río Grande, Rosario y Santa Cruz.
Por entonces, la CAFS heredó una enorme deuda en dólares obtenida para cubrir los costos del último mundial, fue apartada del sistema nacional de transmisiones deportivas por televisión y se le retiró en financiamiento del Estado por los conflictos ocurridos durante la realización del certamen ecuménico.
La división tuvo su fin en los días previos al Mundial de México 1997, cuando el bando de Bonnettini estableció su autoridad ante toda la confederación.

### Pandemia de Covid-19
En 2020, la Confederación canceló todos sus torneos nacionales por las restricciones sanitarias de la Pandemia de COVID-19 en Argentina.

### Retirada de AMF y regreso a FIFUSA
El 4 de diciembre de 2021, se realizó el congreso ordinario de la CAFS que contó con la participación de los delegados de todas las entidades afiliadas a la confederación. Dicho congreso aprobó por unanimidad la salida del ente rector del futsal argentino de la Asociación Mundial de Futsal (AMF) y su incorporación a una nueva federación internacional con el fin de "recuperar los espacios olímpicos que aquella federación perdió".
En julio de 2022, se desarrolló el Congreso Internacional de Fútbol de Salón en Bucaramanga, Colombia, del que participaron delegados de 15 países y cuatro continentes, entre presenciales y virtuales. Este congreso ordenó la reactivación deportiva de la Federación Internacional de Fútbol de Salón (FIFUSA) que había permanecido suspendida desde 2002 y jurídicamente había sido reactivada en 2015. Aquella reunión tuvo una participación activa de la CAFS con la presencia de su presidente Pedro Bonnettini junto a José María Ferreira de Las Casas y Rubén D'Eramo, representantes de Comodoro Rivadavia y Mendoza, respectivamente. A través de este acontecimiento, la CAFS afirmaba su pertenencia a FIFUSA y el retiro definitivo de la AMF.
En octubre de ese año, Bonnettini y la CAFS fueron suspendidos de la Asociación Mundial de Futsal por haber violado los estatutos de dicha entidad al haber participado de la reactivación de FIFUSA.

## Asociaciones y federaciones afiliadas
La CAFS está integrada por 28 asociaciones y federaciones regionales afiliadas que representan a 12 provincias argentinas y a la ciudad de Buenos Aires. Estas organizan el fútbol de salón a escala regional a lo largo y ancho del país.
| Asociación o federación afiliada                                     | Localidad cabecera           | Jurisdicción territorial                     |
| -------------------------------------------------------------------- | ---------------------------- | -------------------------------------------- |
| Asociación Civil Concordiense de Fútbol de Salón (ACCOFUSA)          | Concordia                    | Departamento Concordia                       |
| Asociación Concepcionense de Fútbol de Salón (ACOFUSA)               | Concepción                   | Departamento Chicligasta                     |
| Asociación Correntina de Fútbol de Salón (ACFS)                      | Corrientes                   | Gran Corrientes                              |
| Asociación de Fútbol de Salón de Puerto Santa Cruz (AFUSA)           | Puerto Santa Cruz            | Sur de la Provincia de Santa Cruz            |
| Asociación de Fútbol de Salón de Río Gallegos (AFUSA)                | Río Gallegos                 | Centro y norte de la Provincia de Santa Cruz |
| Asociación de Futsal de Esquel (AFE)                                 | Esquel                       | Zona cordillerana de la Provincia del Chubut |
| Asociación de Futsal de Gualeguaychú (AFG)                           | Gualeguaychú                 | Departamento Gualeguaychú                    |
| Asociación de Futsal de San Rafael (AFUSSAR)                         | San Rafael                   | Departamento San Rafael                      |
| Asociación Esperancina de Fútbol de Salón (AEFS)                     | Esperanza                    | Departamento Las Colonias                    |
| Asociación Madrynense de Fútbol de Salón (ASOMA)                     | Puerto Madryn                | Zona norte de la Provincia del Chubut        |
| Asociación Marchiquita de Futsal (AMARFU)                            | Mar Chiquita                 | Partido de Mar Chiquita                      |
| Asociación Marplatense de Fútbol de Salón (AMFUS)                    | Mar del Plata                | Partido de General Pueyrredón                |
| Asociación Metropolitana de Fútbol de Salón (AMF)                    | Buenos Aires                 | Área Metropolitana de Buenos Aires           |
| Asociación Paranaense de Fútbol de Salón (APFS)                      | Paraná                       | Gran Paraná                                  |
| Asociación Posadeña de Fútbol de Salón (APOFUSA)                     | Posadas                      | Gran Posadas                                 |
| Asociación Rosarina de Fútbol de Salón (AROFUSA)                     | Rosario                      | Gran Rosario                                 |
| Asociación Santafesina de Futsal (ASF)                               | Santa Fe de la Vera Cruz     | Gran Santa Fe                                |
| Asociación Sarmientina de Fútbol de Salón (ASFS)                     | Sarmiento                    | Departamento Sarmiento                       |
| Asociación Tucumana de Fútbol de Salón (ATUFUSA)                     | San Miguel del Tucumán       | Gran San Miguel de Tucumán                   |
| Comisión Futsal Principal (CFSP)                                     | Comodoro Rivadavia           | Departamento Escalante                       |
| Federación de Fútbol de Salón de Mendoza (FEFUSA)                    | Mendoza                      | Gran Mendoza                                 |
| Federación del Interior de Corrientes de Fútbol de Salón (FEICOFUSA) |                              | Interior de la Provincia de Corrientes       |
| Federación Fueguina de Fútbol de Salón (FEFUFUTSAL)                  | Río Grande                   | Departamento Río Grande                      |
| Federación Misionera de Fútbol de Salón (FEMIFUSA)                   |                              | Interior de la Provincia de Misiones         |
| Federación Ushuaiense de Fútbol de Salón (FEUFUTSAL)                 | Ushuaia                      | Departamento Ushuaia                         |
| Fútbol de Salón Formosa (FUSAFOR)                                    | Formosa                      | Departamento Formosa                         |
| Futsal Metropolitano del Chaco (FUMECH)                              | Resistencia                  | Gran Resistencia                             |
| Unión Saenzpeñense de Futsal (USPF)                                  | Presidencia Roque Sáenz Peña | Interior de la Provincia del Chaco           |

## Competiciones organizadas
| Torneo                                  | Última edición         | Campeón vigente       | Próxima edición           |
| Selecciones absolutas                   | Selecciones absolutas  | Selecciones absolutas | Selecciones absolutas     |
| --------------------------------------- | ---------------------- | --------------------- | ------------------------- |
| Campeonato Argentino - División A       | Edición 2024           |                       | Rosario 2025              |
| Campeonato Argentino Femenino           | Mendoza 2025           | Mendoza               | Edición 2026              |
| Campeonato Argentino - División B Norte |                        |                       | Paraná 2025               |
| Campeonato Argentino - División B Sur   |                        |                       | Trevelin 2025             |
| Selecciones juveniles                   |                        |                       |                           |
| Campeonato Argentino C20                |                        |                       | Com. Rivadavia 2025       |
| Campeonato Argentino C20 Fememino       |                        |                       | Rosario 2025              |
| Campeonato Argentino C17                |                        |                       | Corrientes 2025           |
| Campeonato Argentino C17 Femenino       |                        |                       | Rosario 2025              |
| Campeonato Argentino C15                |                        |                       | Mendoza 2025              |
| Clubes                                  |                        |                       |                           |
| División de Honor de Futsal             | Misiones Interior 2024 | Mendoza de Regatas    | Esquel 2025               |
| Torneo Nacional de Clubes Campeones     | –                      | –                     | Com. Rivadavia 2025       |
| División de Honor Femenina              |                        |                       | Com. Rivadavia 2025       |
| Copa de Oro Norte                       |                        |                       | Tucumán 2025              |
| Copa de Oro Norte Femenina              |                        |                       | Aristóbulo del Valle 2025 |
| Copa de Oro Sur                         |                        |                       | Trevelin 2025             |
| Copa de Oro Sur Femenina                |                        |                       | Rawson 2025               |
| Copa de Plata Norte                     |                        |                       | Resistencia 2025          |
| Copa de Plata Centro                    |                        |                       | Santa Fe 2025             |
| Copa de Plata Sur                       |                        |                       | Dolavon 2025              |

### Otros torneos
- Campeonato Nacional de Clubes Seniors (Divisiones A y B)
- Nacional de Clubes C20 Norte
- Nacional de Clubes C20 Sur
- Nacional de Clubes C20 fem.
- Nacional de Clubes C17 Norte
- Nacional de Clubes C17 Sur
- Nacional de Clubes C17 fem.
- Nacional de Clubes C15 Norte
- Nacional de Clubes C15 Sur
- Nacional de Clubes C15 fem.
- Nacional de Clubes C13 Norte
- Nacional de Clubes C13 Sur
- Nacional de Clubes C13 fem.
- Nacional de Clubes C11 Norte
- Nacional de Clubes C11 Sur
- Nacional de Clubes C9 Norte
- Nacional de Clubes C9 Sur

## Palmarés

### Selecciones masculinas

#### Absoluta
| Competición        |   |   |   | Total |
| ------------------ | - | - | - | ----- |
| Campeonato Mundial | 2 | 1 | 3 | 5     |
| Sudamericano       | 0 | 0 | 5 | 5     |
| Total              | 2 | 1 | 8 | 10    |

#### Juvenil
| Competición               |   |   |   | Total |
| ------------------------- | - | - | - | ----- |
| Campeonato Mundial Sub-20 | 2 | 1 | 0 | 3     |
| Campeonato Mundial Sub-17 | 0 | 0 | 1 | 1     |
| Sudamericano Juvenil      | 1 | 1 | 0 | 2     |
| Total                     | 3 | 2 | 1 | 6     |

### Selecciones femeninas
| Competición                 |   |   |   | Total |
| --------------------------- | - | - | - | ----- |
| Campeonato Mundial Femenino | 0 | 2 | 0 | 2     |
| Sudamericano Femenino       | 0 | 0 | 0 | 0     |
| Total                       | 0 | 2 | 0 | 2     |